# 郡尉 (英國)

郡尉旗

蘇格蘭的郡尉可使用蘇格蘭皇家旗（圖）

郡尉在英國是英國君主在每一個郡尉轄區的私人代表。歷史上，郡尉負責在郡內組織民兵，但該職權已於1871年廢止。然而，郡尉可以徵召壯丁參與戰鬥的權力，則要到1921年才告廢止。
目前，郡尉一職僅屬名譽性質的虛銜，主要授予郡內已退休的傑出人士。
郡尉没有薪水，但会获得最低限度的助理津贴、里程津贴及司机津贴。郡尉还会获得用于在接待皇室成员和其他正式活动中所着制服的礼仪制服津贴。

## 外部連結
- Royal.gov.uk: Official Royal Lord-Lieutenants website （页面存档备份，存于）
- Parliamentary Archives, Papers of the Association of Lord-Lieutenants of Counties （页面存档备份，存于）